# Нефф, Вильгельм Матиас
Вильгельм Матиас Нефф (нем. Wilhelm Matthias Naeff) (19 февраля 1802 года, Альтштеттен, кантон Санкт-Галлен, Швейцария — 21 января 1881 года, Мури-Берн, кантон Берн, Швейцария) — швейцарский политик, президент, один из семи первых членов Федерального совета (1848—1875). Член Радикально-демократической партии.

## Биография
Вильгельм Матиас Нефф — сын владельца текстильной компании Иоганна Матиаса Неффа родился в Альтштеттене. Изучал право в Гейдельберге (Германия), а после возвращения в Швейцарию, он был избран в кантональный совет.
Нефф был членом группы из семи человек, которые, после эпохи наполеоновской оккупации, разработали в 1848 году конституцию Швейцарской Конфедерации, которая действовала до 1999 года. Он был избран членом Федерального Совета 16 ноября 1848 года в качестве представителя кантона Санкт-Галлен и пробыл на этом посту 27 лет, значительно дольше, чем все его коллеги из того времени.
- 1 июля — 31 декабря 1834 — глава правительства кантона Санкт-Галлен (1-й раз).
- 1 января — 30 июня 1836 — глава правительства кантона Санкт-Галлен (2-й раз).
- 1 июля — 31 декабря 1837 — глава правительства кантона Санкт-Галлен (3-й раз).
- 1 января — 30 июня 1839 — глава правительства кантона Санкт-Галлен (4-й раз).
- 1 января — 30 июня 1842 — глава правительства кантона Санкт-Галлен (5-й раз).
- 1 июля — 31 декабря 1844 — глава правительства кантона Санкт-Галлен (6-й раз).
- 1 июля — 31 декабря 1846 — глава правительства кантона Санкт-Галлен (7-й раз).
- 1 января — 30 июня 1848 — глава правительства кантона Санкт-Галлен (8-й раз).
- 16 ноября 1848 — 31 декабря 1875 — член Федерального совета Швейцарии.
- 16 ноября 1848 — 31 декабря 1852 — начальник департамента (министр) почт и общественных работ.
- 1 января — 31 декабря 1852 — вице-президент Швейцарии.
- 1 января — 31 декабря 1853 — президент Швейцарии, начальник политического департамента (министр иностранных дел).
- 1 января — 31 декабря 1854 — начальник департамента торговли и сборов.
- 1 января 1855 — 31 декабря 1859 — начальник департамента почт и общественных работ.
- 1 января 1860 — 31 декабря 1866 — начальник департамента почт.
- 1 января 1867 — 31 декабря 1872 — начальник департамента торговли и сборов.
- 1 января — 31 декабря 1873 — начальник департамента путей сообщения и торговли.
- 1 января 1874 — 31 декабря 1875 — начальник департамента финансов.